# Back in Black
Back in Black (englisch für „Zurück in Schwarz“) ist das sechste international veröffentlichte Studioalbum der australischen Hard-Rock-Band AC/DC. Es wurde am 25. Juli 1980 veröffentlicht und war das erste Album mit dem Sänger Brian Johnson, der den fünf Monate zuvor verstorbenen Bon Scott ersetzte. Das Album widmete die Band ihrem ehemaligen Leadsänger. Das Album ist mit über 50 Millionen verkauften Tonträgern nach Michael Jacksons Thriller das zweitmeistverkaufte Album der Welt sowie das erfolgreichste Hardrockalbum bislang.

## Hintergrund

### Die Suche nach einem neuen Sänger
AC/DC befand sich seit Anfang Januar 1980 in Vorproduktion für das nächste Album, als Bon Scott am 19. Februar 1980 tot in einem Auto aufgefunden wurde. Ob Scott für das Album bereits Songtexte geschrieben hatte, ist umstritten. Nach seinem Tod wurde zunächst nicht mit einem Wiederaufleben der Band gerechnet, die 1979 mit Highway to Hell berühmt geworden war. Doch bereits Ende Februar 1980 begannen Angus und Malcolm Young sich nach einem neuen Sänger umzusehen und begründeten dies mit den mutmaßlichen Wünschen Scotts und mit der Ermutigung durch Scotts Eltern. Die Sänger, die vorsingen durften, wurden meist von den beiden persönlich ausgesucht; allerdings gab es Ausnahmen wie etwa Brian Johnson, der den Brüdern Young durch seine ehemalige Band Geordie bekannt war. Nach mehrmaligen Vorschlägen ihres Produzenten ließen sie Johnson vorsingen. Dort sang er, mit Gitarrenunterstützung der Brüder Young, den AC/DC-Klassiker Whole Lotta Rosie und außerdem Nutbush City Limits von Ike und Tina Turner. Daraufhin wurde Johnson am 8. April 1980, knapp zwei Monate nach Bon Scotts Tod, zum neuen Leadsänger von AC/DC ernannt.

### Aufnahmen und Entstehung
Back in Black wurde in den Compass Point Studios auf Nassau (Bahamas) unter der Leitung des Produzenten Robert John „Mutt“ Lange getextet, eingespielt und aufgenommen. Laut übereinstimmenden Berichten der Band, des Toningenieurs und des Produzenten war You Shook Me All Night Long der erste Song, der aufgenommen wurde. Danach folgte wohl der Titelsong Back in Black, dessen Riff Malcolm bereits während der Highway-to-Hell-Tournee eingefallen war. Rock and Roll Ain’t Noise Pollution war der letzte Song, der aufgenommen wurde. Hier ist bis heute umstritten, wer Urheber des Liedes ist. Die letzte Freundin Bon Scotts behauptet bis heute, dass dieser den Song geschrieben habe, nachdem sich ein Nachbar bei ihnen über die laute Musik aus ihrer Wohnung beschwert hatte, während Angus Young, Malcolm Young und Brian Johnson angeben, ihnen sei der Song während einer Kneipentour auf den Bahamas eingefallen. Aber auch wegen der anderen Songs gibt es Unklarheiten, inwiefern Bon Scott noch darauf Einfluss hatte. Angus und Malcolm Young hatten bereits kurz nach dem Erscheinen des Albums mitgeteilt, ab Anfang Januar 1980 mit Bon eine Art „Vorproduktion“ für ein neues Album begonnen zu haben. Oft wurde in einschlägigen Fachzeitschriften behauptet, dass nach dem Tod von Bon Scott Aufzeichnungen von Songtexten aus dessen Wohnung entfernt worden waren.

## Titelliste
1. Hells Bells (Angus Young, Malcolm Young, Brian Johnson) – 5:11
2. Shoot to Thrill (Angus Young, Malcolm Young, Brian Johnson) – 5:17
3. What Do You Do for Money Honey (Angus Young, Malcolm Young, Brian Johnson) – 3:35
4. Givin the Dog a Bone (Angus Young, Malcolm Young, Brian Johnson) – 3:31
5. Let Me Put My Love into You (Angus Young, Malcolm Young, Brian Johnson) – 4:15
6. Back in Black (Angus Young, Malcolm Young, Brian Johnson) – 4:15
7. You Shook Me All Night Long (Angus Young, Malcolm Young, Brian Johnson) – 3:30
8. Have a Drink on Me (Angus Young, Malcolm Young, Brian Johnson) – 3:58
9. Shake a Leg (Angus Young, Malcolm Young, Brian Johnson) – 4:05
10. Rock and Roll Ain’t Noise Pollution (Angus Young, Malcolm Young, Brian Johnson) – 4:16

## Singleauskopplungen

### You Shook Me All Night Long
Dieses Lied erschien als erste Single aus dem Album und enthielt die B-Seite Have a Drink on Me, ebenfalls vom Album Back in Black. Die Single erreichte Platz 29 in Deutschland. You Shook Me All Night Long erschien auch 1986 auf dem Album Who Made Who, und wurde im selben Jahr erneut als Single veröffentlicht.

### Hells Bells
Hells Bells erschien mit What Do You Do for Money Honey als B-Seite und platzierte sich in Deutschland auf Platz 25. Der Song gehört zu den beliebtesten Titeln der Gruppe und ist seither fester Bestandteil im Liveprogramm von AC/DC.

### Back in Black
Der Titelsong wurde als dritte Single ausgekoppelt. Ursprünglich konnte sie sich nur in den USA auf Platz 37 platzieren, wurde aber später zur meistverkauften Single der Band.

### Rock and Roll Ain’t Noise Pollution
Die letzte Single aus Back in Black erschien mit Hells Bells aus selbigem Album als B-Seite. Das Lied erreichte Platz 15 in Großbritannien und in Irland. In Australien platzierte sich der Titel auf Platz 7, die beste Chartplatzierung, die eine Single aus Back in Black erreicht hat.

## Veröffentlichungen

### Promovideos
Für die folgenden Songs wurden Promovideos aufgenommen, die mit Ausnahme von Let Me Put My Love into You und You Shook Me All Night Long auf der DVD Family Jewels enthalten sind:
- Hells Bells
- What Do You Do for Money Honey
- You Shook Me All Night Long
- Back in Black
- Rock and Roll Ain’t Noise Pollution
- Let Me Put My Love into You

Diese Videos wurden in der holländischen Stadt Breda aufgezeichnet.

### DualDisc-Ausgabe
Am 29. August 2005 wurde eine sogenannte DualDisc von Back in Black veröffentlicht. Diese Disc enthält zum einen das Album in der üblichen CD-Version, auf der zweiten Seite befindet sich ein DVD-Teil, auf dem laut dem Cover die folgenden Extras enthalten sind:
- PCM Stereo Album Program
- Der Film The Story of Back in Black einschließlich Interviews mit Angus Young, Malcolm Young, Brian Johnson, Cliff Williams, Phil Rudd und Engineer Tony Platt
- Archival Footage
- In-Studio Performances von Angus und Malcolm Young von Hells Bells, You Shook Me All Night Long, Rock and Roll Ain't Noise Pollution, Shoot to Thrill und weitere
- On-Screen Diskografie

## Rezensionen
Der Musikexpress beschreibt das Album kurz nach Erscheinen in Ausgabe 10/1980 als leicht enttäuschend, obwohl es lange erwartet wurde. Der neue Sänger Brian Johnson wird als echter Ersatz für Bon Scott angesehen, obwohl seine kratzige Stimme und aggressive Art den Rezensenten nicht vollends überzeugen. Die Kompositionen werden als teils gelungen, teils durchschnittlich bewertet, mit einigen herausragenden Stücken wie Hells Bells und You Shook Me All Night Long. Insgesamt bleibe der ursprüngliche Charme von AC/DC erhalten, obwohl das Album teilweise als zu poliert empfunden wird.
Im Jahr 1989 wurde das Album vom Rolling-Stone-Magazin auf Platz 26 der besten Alben der 80er-Jahre gewählt. Das Magazin Rock Hard veröffentlichte 2007 unter dem Titel „Die 500 stärksten Rock- und Metalscheiben aller Zeiten“ eine Bestenliste, die von Back in Black angeführt wurde. Insgesamt war AC/DC mit sechs Alben in dieser Auflistung vertreten. Götz Kühnemund begründete dies im Rock Hard mit vollen zehn Punkten und kam zu dem Fazit: „Viel schneller als erwartet präsentierten AC/DC ihren neuen Sänger Brian Johnson, der sich mit der vorab ausgekoppelten Single You Shook Me All Night Long vorstellte und wie eine Bombe bei den Fans einschlug. Hätte Bon Scott AC/DC verlassen, um bei einer anderen Band einzusteigen, wäre Brian Johnson sicherlich nicht so bedingungslos akzeptiert worden – so aber war die treue AC/DC-Fangemeinde froh, überhaupt wieder neues Material von ihren Lieblingen präsentiert zu bekommen – zumal sich Angus & Co. mit diesem wohl düstersten und härtesten Album ihrer gesamten Karriere selbst übertroffen hatten: jeder Song ein Volltreffer, jedes Riff ein Nackenbrecher, jede Note ein Geschenk des Himmels! Göttlich!“

## Kommerzieller Erfolg

### Chartplatzierungen
| ChartsChartplatzierungen       | Höchstplatzierung | Wochen |
| ------------------------------ | ----------------- | ------ |
| Australien (ARIA)              | 1 (? Wo.)         | ?      |
| Deutschland (GfK)              | 1 (… Wo.)         | …      |
| Österreich (Ö3)                | 6 (96 Wo.)        | 96     |
| Schweiz (IFPI)                 | 3 (88 Wo.)        | 88     |
| Vereinigte Staaten (Billboard) | 4 (644 Wo.)       | 644    |
| Vereinigtes Königreich (OCC)   | 1 (62 Wo.)        | 62     |

| ChartsJahrescharts (1980) | Platzierung |
| ------------------------- | ----------- |
| Deutschland (GfK)         | 37          |

| ChartsJahrescharts (1981)      | Platzierung |
| ------------------------------ | ----------- |
| Australien (ARIA)              | 3           |
| Deutschland (GfK)              | 5           |
| Vereinigte Staaten (Billboard) | 7           |

| ChartsJahrescharts (2015)      | Platzierung |
| ------------------------------ | ----------- |
| Vereinigte Staaten (Billboard) | 114         |

| ChartsJahrescharts (2016)      | Platzierung |
| ------------------------------ | ----------- |
| Vereinigte Staaten (Billboard) | 160         |

| ChartsJahrescharts (2018)      | Platzierung |
| ------------------------------ | ----------- |
| Vereinigte Staaten (Billboard) | 189         |

| ChartsJahrescharts (2019)      | Platzierung |
| ------------------------------ | ----------- |
| Vereinigte Staaten (Billboard) | 125         |

| ChartsJahrescharts (2020)      | Platzierung |
| ------------------------------ | ----------- |
| Vereinigte Staaten (Billboard) | 89          |

| ChartsJahrescharts (2021)      | Platzierung |
| ------------------------------ | ----------- |
| Vereinigte Staaten (Billboard) | 68          |

| ChartsJahrescharts (2022)      | Platzierung |
| ------------------------------ | ----------- |
| Vereinigte Staaten (Billboard) | 84          |

| ChartsJahrescharts (2023)      | Platzierung |
| ------------------------------ | ----------- |
| Vereinigte Staaten (Billboard) | 140         |

| ChartsJahrescharts (2024)      | Platzierung |
| ------------------------------ | ----------- |
| Deutschland (GfK)              | 41          |
| Österreich (Ö3)                | 67          |
| Vereinigte Staaten (Billboard) | 162         |

Wiederholte Chartplatzierungen in Deutschland
Das Album stieg im Laufe der Jahre mehrmals in die deutschen Albumcharts ein und erreichte die Höchstposition 1 erst knapp 44 Jahre nach der Erstveröffentlichung:
| Datum Charteinstieg | Wochen | Höchstplatzierung |
| ------------------- | ------ | ----------------- |
| 18. August 1980     | 68     | 3                 |
| 31. Oktober 2009    | 3      | 42                |
| 10. Juli 2020       | 7      | 37                |
| 20. November 2020   | 1      | 73                |
| 16. April 2021      | 1      | 76                |
| 9. Juli 2021        | 1      | 93                |
| 6. Januar 2023      | 1      | 98                |
| 23. Februar 2024    | 18*    | 1                 |

*aktuell noch platziert.

### Auszeichnungen für Musikverkäufe
Back in Black wurde bis heute über 50 Millionen Mal verkauft, in den USA alleine 27 Millionen Mal. Es war auch eines der ersten Alben, die den 1999 von der RIAA gegründeten Diamond Award bekamen. Im August 2004 folgte der Durchbruch durch die 20-Millionen-Marke in den USA und damit der zweite Diamond Award. Somit ist es das fünftbestverkaufte Album der USA. Es platzierte sich unter anderem auf Platz 1 in Großbritannien sowie auf Platz 4 in den USA, wo es bis heute mit 27 Platinauszeichnungen das erfolgreichste Album der Band ist. In Finnland erreichte die Platte im Jahr 2009 den neunten Platz der Albumcharts.
| Land/Region                  | Auszeichnungen für Musikverkäufe (Land/Region, Auszeichnung, Verkäufe) | Verkäufe   |
| ---------------------------- | ---------------------------------------------------------------------- | ---------- |
| Argentinien (CAPIF)          | 3× Platin                                                              | 180.000    |
| Australien (ARIA)            | 12× Platin                                                             | 920.000    |
| Brasilien (PMB)              | Gold                                                                   | 100.000    |
| Dänemark (IFPI)              | 3× Platin                                                              | 60.000     |
| Deutschland (BVMI)           | 2× Platin                                                              | 1.000.000  |
| Frankreich (SNEP)            | 2× Platin                                                              | 600.000    |
| Italien (FIMI)               | 4× Platin                                                              | 200.000    |
| Kanada (MC)                  | Diamant                                                                | 1.000.000  |
| Neuseeland (RMNZ)            | 6× Platin                                                              | 90.000     |
| Österreich (IFPI)            | Platin                                                                 | 50.000     |
| Polen (ZPAV)                 | 3× Platin                                                              | 60.000     |
| Portugal (AFP)               | Gold                                                                   | 3.500      |
| Schweiz (IFPI)               | 2× Platin                                                              | 100.000    |
| Spanien (Promusicae)         | Gold (Atlantic) · + Gold (DRO)                                         | 100.000    |
| Vereinigte Staaten (RIAA)    | 27× Platin                                                             | 27.000.000 |
| Vereinigtes Königreich (BPI) | 3× Platin                                                              | 900.000    |
| Insgesamt                    | 4× Gold · 48× Platin · 3× Diamant ·                                    | 33.363.500 |

Hauptartikel: AC/DC/Auszeichnungen für Musikverkäufe

## Bedeutung und Coverversionen
Die Beliebtheit des Albums macht sich auch an diversen Wiederaufgreifungen anderer Künstler bemerkbar. Gecovert wurden die Songs des Albums von vielen renommierten Bands, so nahm etwa Def Leppard eine Version von Back in Black auf, und viele andere Bands wie Metallica oder Aerosmith spielen bei Live-Konzerten oft die Klassiker der schottisch-australischen Band. Auch die kolumbianische Pop- und Latin-Sängerin Shakira gibt bei manchen Liveauftritten den Titelsong zum Besten. Außerdem wurde das gesamte Album 2004 von der amerikanischen Death-Metal-Band Six Feet Under gecovert.
Zudem wurde das Album vom Vitamin String Quartet auf Back in Baroque interpretiert.